# Ascelichthys rhodorus
Ascelichthys rhodorus és una espècie de peix pertanyent a la família dels còtids i l'única del gènere Ascelichthys.
És present al Pacífic oriental: des de Sitka (Alaska) fins a San Mateo (Califòrnia).És un peix marí, demersal i de clima temperat (59°N-34°N).
Fa 15 cm de llargària màxima i té l'aleta caudal ben arrodonida.
És capaç de respirar aire quan és fora de l'aigua.
És inofensiu per als humans.